# Гимн Сингапура
Majulah Singapura (рус. «Вперед, Сингапур!») — государственный гимн Сингапура. В 1958 году Зубир Саид написал песню для официальных сборов Городского совета Сингапура, а в 1959 году её выбрали гимном острова, когда город получил право самоуправления. После полной независимости в 1965 году Majulah Singapura был формально утверждён как Сингапурский национальный гимн. Согласно закону, гимн надо исполнять в оригинале на малайском языке, хотя существуют его официальные переводы на три других государственных языка: английский, севернокитайский и тамильский.
Сначала гимн был написан в ре мажоре, однако в 2001 году его официально перевели на более низкую тональность фа мажор — возможно, для «величественного и более вдохновляющего исполнения».
Государственный гимн регулярно исполняют в школах, а также в казармах вооружённых сил во время церемоний в начале и в конце каждого дня. При этом поднимают или опускают государственный флаг и дают государственный обет. Сингапурцев поощряют петь государственный гимн на праздниках государственного значения, таких как День национального единства, во время других ритуальных церемоний, которые проводят образовательные учреждения и государственные учреждения в этот день, а также во время спортивных мероприятий, в которых участвует команда из Сингапура.

## История

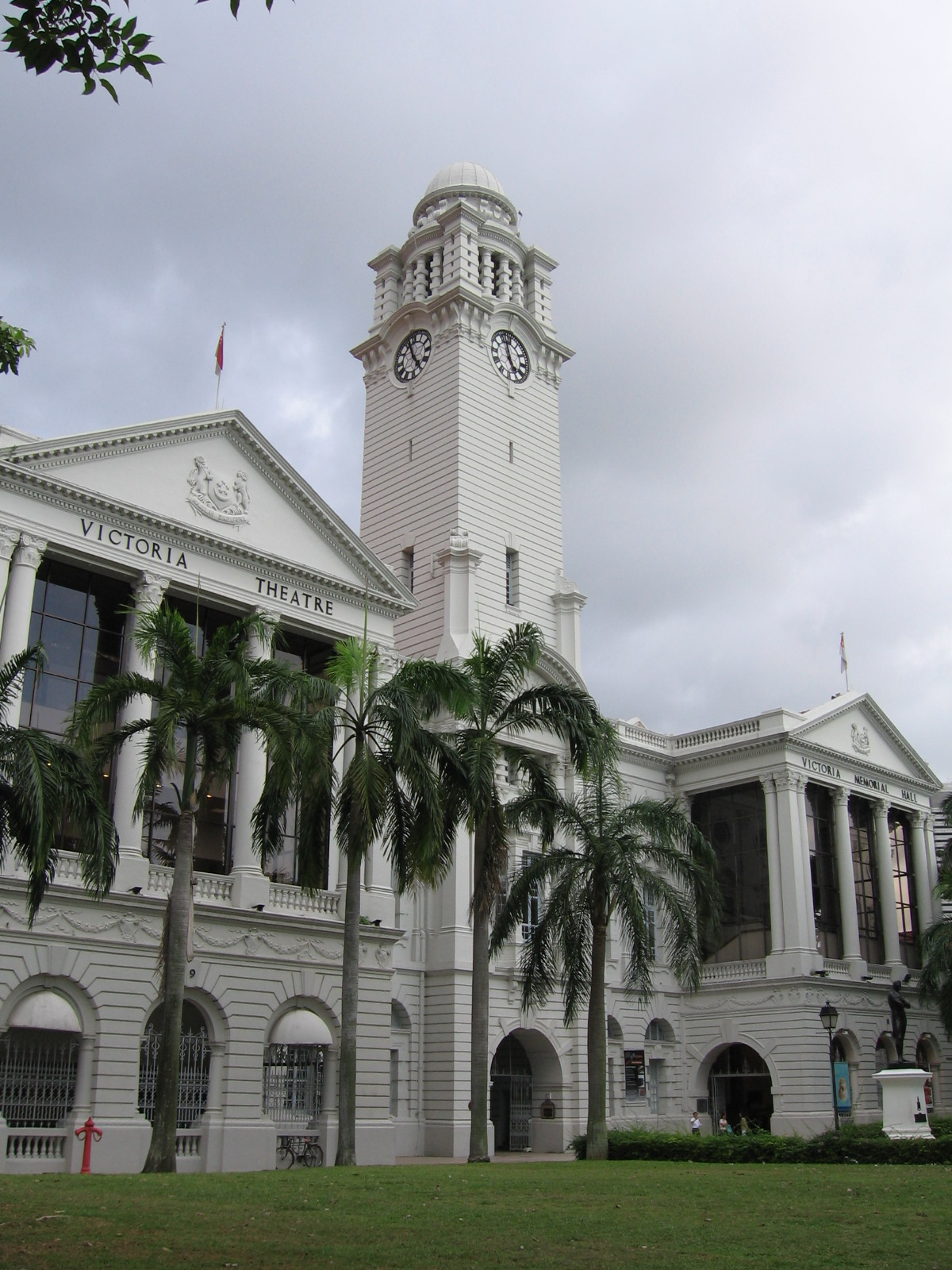
Так в январе 2006 года выглядел театр «Виктория». 6 сентября 1958 в нём состоялось первое публичное исполнение гимна Majulah Singapura.

Песня «Вперёд, Сингапур!» была написана во времена движения за независимость от Великобритании. Когда Сингапур был британской колонией, его государственным гимном был «Боже, храни короля (или королеву)». В 1951 году королевским указом короля Георга VI колонии был подарен статус города. В 1958 году заместитель главы города при городском совете Сингапура Он Пан Бун обратился к Зубиру Саиду, аранжировщику и автору песен на киностудии «Кете-Керис Фильм Продакшнс», с предложением создать музыкальную тему для официальных сборов городского совета под названием Majulah Singapura (с малайского — «Вперёд, Сингапур!"). Это был лозунг создания театра «Виктория» после его реконструкции в 1958 году.
Саиду понадобился год, чтобы написать музыку и слова песни. В 1984 году в интервью он так описал этот творческий процесс: «Сложность заключалась в том, что в такой короткой мелодии надо было вместить все слова... Они должны быть очень простыми, понятными для всех народов Сингапура... Я также консультировался с малайским писателем, чтобы сделать всё как следует на малайском языке, но чтобы одновременно не слишком глубоко и сложно». Подытоживая свою философию при написании гимна, Саид цитировал малайскую пословицу: «Di mana bumi dipijak, di situ langit dijunjung» («Надо держать небо над землёй, на которой живёте»).
6 сентября 1958 года готовую композицию впервые исполнил Сингапурский камерный оркестр в финале концерта в честь официального открытия театра «Виктория» после его реконструкции.
В 1959 году Сингапур получил самоуправление, и городской совет был распущен. Правительство считало, что городу-государству нужен гимн для ощущения единства разных народов Сингапура. Заместитель премьер-министра То Чин Чай выбрал уже популярную в то время песню городского совета. По его просьбе Саид изменил слова и мелодию, и переработанную песню утвердили на законодательных собрании 11 ноября 1959 года. 30 ноября того же года был принят Закон о государственном флаге, гербе и гимне Сингапура, который регулировал использование этих государственных символов. 3 декабря Majulah Singapura была формально представлена народу во время инаугурации Юсова бин Ишака на должность главы государства. Одновременно были представлены государственный флаг и государственный герб и проведена «неделя лояльности». 9 августа 1965 года, после обретения полной независимости от Малайзии, Majulah Singapura была формально принята как государственный гимн республики Сингапур.

## Использование

### Поводы для исполнения
В сингапурских начальных школах в рамках гражданской и нравственной образовательной программы проводятся уроки, посвящённые государственному гимну и его исполнению. Государственный гимн поют во всех крупных школах и казармах вооружённых сил во время церемоний, а также в начале и в конце каждого дня. При этом поднимают или опускают государственный флаг и приносят государственный обет.
Сингапурцев поощряют петь государственный гимн на праздниках государственного значения, таких как День национального единства, и других ритуальных церемониях, которые проводят образовательные и государственные учреждения в этот день, а также во время спортивных мероприятий с участием команды из Сингапура. В ноябре 2004 года 18-летняя сингапурка Оливия Он, проживающая в Токио, выполнила Majulah Singapura на азиатских квалификационных раундах Чемпионата мира по футболу 2006 года на стадионе в Сайтаме (Япония). Через два месяца, в январе 2005 года, победителю конкурса «Сингапурский идол» Тауфику Батисаху предложили стать первым исполнителем государственного гимна на международном футбольном матче на Национальном стадионе в Сингапуре — ответный матч в финале Кубка тигра (теперь Чемпионат АСЕАН по футболу) между Сингапуром и Индонезией. Однако ввиду воинской обязанности Тауфик был вынужден отклонить предложение, и его заменил Джай Вахаб. В июле 2005 года сингапурская певица и актриса Джакинта Абишеганаден выполнила государственный гимн в Эспланаде во время церемонии открытия сто семнадцатой сессии Международного олимпийского комитета, когда Лондон выбрали городом Летних олимпийских игр 2012 года.

### Правила прослушивания
Общепринято во время исполнения государственного гимна присутствующим встать и держать руки свободно.
При поднятии или спуске государственного флага выполняется государственный гимн, военные или участники военизированных формирований, которые находятся на улице, подносят руку к головному убору и поворачиваются лицом к флагу. Если они выстроены в строй под командованием офицера, то только офицер выполняет приветствие; в противном случае приветствие выполняют все. Отдавать честь не обязательно, если церемония поднятия или спуска государственного флага происходит в помещении. В таком случае военные обязаны прекратить текущую работу и стать в положение «смирно».

### Другое использование
На сингапурском радио и телевидении государственный гимн играют в начале и в конце рабочего дня, хотя такая традиция становится менее распространённой — частично из-за появления круглосуточных телеканалов и радиостанций.
Название государственного гимна использует организация Majulah Connection, сингапурская общественная некоммерческая организация, созданная в ноябре 2002 года, которая устанавливает контакты между сингапурцами и их согражданами за рубежом и друзьями Сингапура. Организация формально получила статус негосударственной в январе 2003 года.

### Рекомендации по исполнению
Использование государственного гимна регулируется частью IV Правил о государственном гербе, флаге и гимне, введённых согласно Закону о государственном гербе, флаге и гимне. Согласно этим правилам:
- Государственный гимн можно выполнять по любому соответствующему случаю[22]. В частности, он должен выполняться при торжественном военном приветствии президента[23];
- Когда играют или поют государственный гимн, все присутствующие должны встать в знак уважения[24].
- Относительно музыкального исполнения государственного гимна:
  - Исполнитель государственного гимна должен делать это в соответствии с официальным аранжировкой, изложенной в третьем приложении к закону, или любой другой аранжировкой, разрешённой в следующем параграфе закона[25];
  - Аранжировку государственного гимна можно изменить, если это улучшит исполнение песни, при условии выполнения следующих оговорок:
а) государственный гимн не может быть частью другой композиции и
б) любая аранжировка государственного гимна должна точно отражать мелодию и полную версию официальных слов песни[26].
  - Во время исполнения государственного гимна нужно использовать официальные слова и запрещено петь любой их перевод[27].

Преступлением считается сознательное исполнение государственного гимна с нарушением правила 13 (1) (исполнять гимн согласно официальной аранжировкой или любой из разрешённых аранжировок) или 13 (3) (петь гимн с официальными словами и не петь его перевод). Как наказание налагается штраф, не превышающий 1000 сингапурских долларов.

## Переводы
В 1989 году в интервью для Отдела устной истории доктор То Чин Чай заявил, что государственный гимн должен быть на малайском языке, потому что это «коренной язык региона, тогда как английский не является родным для этой части мира». По его словам, малайская версия государственного гимна связывает все нации, «его можно будет легко понять и одновременно легко запомнить... Он должен быть в меру коротким ... и легко петься». Однако 22 июля 1991 года ежедневная англоязычная газета The Straits Time написала, что во время встречи премьер-министра Го Чок Тонга с лидерами сообществ инициативная группа и некий адвокат предложили «улучшение» государственного гимна. Они мотивировали это тем, что многие сингапурцы не могут петь на малайском, а следовательно — не могут иметь «сильных чувств» или «сильных эмоций, когда они исполняют государственный гимн».
В частности, некоторые инициативные лидеры заявили, что, поскольку китайцы составляют большинство населения, следует использовать севернокитайскую версию гимна. Премьер-министр ответил, что сохранит государственный гимн в таком виде, в котором он был, но обеспечит лёгкий доступ к переводам на другие родные языки населения. Бывший заместитель премьер-министра С. Раджаратнам также критиковал предложение изменить слова песни. Он считал, что малайские слова гимна такие простые, что «все старше пяти лет, разве что умственно неполноценные, могут без проблем петь гимн. Все сингапурские дети дошкольного возраста не только не имели проблем с запоминанием слов, но и в течение десятилетий пели его каждое утро с „сильными чувствами и эмоциями“». Он также отметил, что государственный гимн переведён на три других официальных сингапурских языка (английский, севернокитайский и тамильский) для тех, кто не понимает малайский.
В результате дальнейшего опроса от The Straits Times выяснилось, что, в то время как многие сингапурцы знают слов государственного гимна, только семь из 35 опрошенных знают значение каждого слова. Однако все респонденты, кроме трёх, согласились, что гимн и в дальнейшем следует петь на малайском. Те трое, которые не согласились, считали, что гимн нужно петь на английском, поскольку этот язык распространённе в Сингапуре. Все опрошенные, включая тех, кто не понимал слов, сказали, что они испытывают гордость, когда слышат или поют государственный гимн.
Певца Тауфика Батисаха критиковали за неправильное произношение слова berseru (провозглашать) вместо bersatu (объединять) при исполнении Majulah Singapura перед началом Гран-при Сингапура в 2009 году 27 сентября 2009 года. Впоследствии опрос от Straits Times выяснил, что из 50 человек только 10 могли спеть государственный гимн безупречно. Большинство из них правильно смогли воспроизвести от 80 до 90% слов, тогда как шестеро вспомнили только первую строку или меньше. Многие респонденты правильно ответили, что название государственного гимна означает «Вперёд, Сингапур!». И хотя большинство опрошенных не понимали значения слов гимна, однако они не согласились, чтобы гимн был английским. Один из респондентов заявил: «Лучше на малайском, потому что это наша культурная история. Так гимн более красноречивый и ведет к нашим истокам».

## Аранжировка и записи
Для официальных мероприятий с 1965 года использовалась сокращенная версия Majulah Singapura, хотя существует также расширенная версия для важных церемоний. Аранжировку этих версий выполнил англичанин Майкл Херд. Они впервые были записаны в исполнении Сингапурского симфонического оркестра под управлением Лим Яу.
Первоначальная версия государственного гимна была в тональности ре мажор, хотя в 1983 году была выпущена образовательная запись для школ, где описывались распространённые ошибки при исполнении гимна, и на этой записи был вариант исполнения гимна в фа мажоре. В 1993 году короткая версия Majulah Singapura был объявлена официальной.
19 января 2001 года Majulah Singapura была официально выпущена в фа мажоре — возможно, для «величественного и более вдохновляющего исполнения» гимна. Министерству информации и искусств (теперь Министерство информации, коммуникации и искусств (MICA)) понадобился год, чтобы выпустить новую версию. Главной целью было сделать гимн доступным для всех граждан Сингапура. В мае 2000 года был приглашён ряд ведущих местных композиторов, чтобы переписать государственный гимн в фа мажоре. Оценочная комиссия во главе с Бернардом Таном выбрала версию лауреата «Культурного медальона» Фуна Ю Тена. В оркестровке Фуна применён медленный темп и использовано больше инструментов, чтобы создать величественную интерпретацию гимна. Тогда же MICA поручило Кен Лиму выполнить запись выступления Сингапурского симфонического оркестра под руководством Лим Яу, который состоялся в концертном зале театра «Виктория» 20 ноября 2000 года. Новую аранжировку записали в семи различных версиях, в том числе с двумя оркестровыми (инструментальное и сольное исполнение Джакинты Абишеганаден и Сингапурского молодого хора) и сольной версии на пианино. 

## Текст
| Малайский (официальные слова) | Английский |
| --- | --- |
| Mari kita rakyat Singapura sama-sama menuju bahagia; Cita-cita kita yang mulia, berjaya Singapura. Marilah kita bersatu dengan semangat yang baru; Semua kita berseru, Majulah Singapura, Majulah Singapura! Marilah kita bersatu dengan semangat yang baru; Semua kita berseru, Majulah Singapura, Majulah Singapura! | Come, fellow Singaporeans Let us progress towards happiness together May our noble aspiration bring Singapore success Come, let us unite In a new spirit Together we proclaim Onward Singapore Come, let us unite In a new spirit Together we proclaim Onward Singapore |

| Севернокитайский | Тамильский |
| --- | --- |
| 来吧，新加坡人民， 让我们共同向幸福迈进； 我们崇高的理想， 要使新加坡成功。 来吧，让我们以新的精神， 团结在一起； 我们齐声欢呼： 前进吧，新加坡！ 来吧，让我们以新的精神， 团结在一起； 我们齐声欢呼： 前进吧，新加坡！ | சிங்கப்பூர் மக்கள் நாம் செல்வொம் மகிழ்வை நோக்கியே சிங்கப்பூரின் வெற்றிதான் சிறந்த நம் நாட்டமே ஒன்றிணைவோம் அனைவரும் ஓங்கிடும் புத்துணர்வுடன் முழுங்குவோம் ஒன்றித்தே முன்னேறட்டும் சிங்கப்பூர் ஒன்றிணைவோம் அனைவரும் ஓங்கிடும் புத்துணர்வுடன் முழுங்குவோம் ஒன்றித்தே முன்னேறட்டும் சிங்கப்பூர் |

## Транслитерация

### Китайский (севернокитайский, транскрипция пиньинем)
Lái ba, xīnjiāpō rénmín, 

Ràng wǒmen gòngtóng xiàng xìngfú màijìn; 

Wǒmen chónggāo de lǐxiǎng,

Yào shǐ xīnjiāpō chénggōng.

Lái ba, ràng wǒmen yǐ xīn de jīngshén,

Tuánjié zài yīqǐ;

Wǒmen qí shēng huānhū:

Qiánjìn ba, xīnjiāpō!

Qiánjìn ba, xīnjiāpō!

Lái ba, ràng wǒmen yǐ xīn de jīngshén,

Tuánjié zài yīqǐ; Wǒmen qí shēng huānhū: 

Qiánjìn ba, xīnjiāpō! Qiánjìn ba, xīnjiāpō!

### Тамильский
Ciṅkappūr makkaḷ nām 

Celvom makiḻvai nōkkiyē 

Ciṅkappūriṉ veṟṟitāṉ 

Ciṟanta nam nāṭṭamē 

Oṉṟiṇaivōm aṉaivarum 

Ōṅkiṭum puttuṇarvuṭaṉ 

Muḻuṅkuvōm oṉṟittē 

Muṉṉēṟaṭṭum ciṅkappūr 

Muṉṉēṟaṭṭum ciṅkappūr 

Oṉṟiṇaivōm aṉaivarum 

Ōṅkiṭum puttuṇarvuṭaṉ 

Muḻuṅkuvōm oṉṟittē 

Muṉṉēṟaṭṭum ciṅkappūr: 

Muṉṉēṟaṭṭum ciṅkappūr!

## Русский перевод
Вперед, Сингапур
Мы, народ Сингапура,
Вместе идем к счастью.
Наше благородное стремление —
Сделать Сингапур успешным.
Давайте объединимся
В новом духовном начале
И вместе провозгласим:
Вперед, Сингапур!
Вперед, Сингапур!